# Caecidotea dentadactyla
Caecidotea dentadactyla är en kräftdjursart som först beskrevs av J.G. Mackin och Leslie Raymond Hubricht 1938.  Caecidotea dentadactyla ingår i släktet Caecidotea och familjen sötvattensgråsuggor. Inga underarter finns listade i Catalogue of Life.